# Hjelledalstind
Der Hjelledalstind ist ein 1989 Meter (moh.) (Nordgipfel) hoher Berg in Norwegen. Er liegt in der Provinz Vestland und gehört zur Gemeinde Årdal. Die Schartenhöhe zum Grund des Morka-Koldedalen beim Andrevatnet beträgt 690 m. Die Dominanz zum nächsthöheren Berg, dem Falketind, beträgt 1,84 km.
Die Erstbesteigung erfolgte im Jahr 1884 durch den dänischen Bergsteiger Carl Hall und Matias Soggemoen.